# Florian Fuchs
Florian Fuchs (* 10. November 1991 in Hamburg) ist ein deutscher Hockeyspieler. Er wurde mit dem deutschen Hockeyteam 2012 Olympiasieger und gewann 2016 mit ihm bei den Olympischen Spielen in Rio de Janeiro die Bronzemedaille.

## Karriere

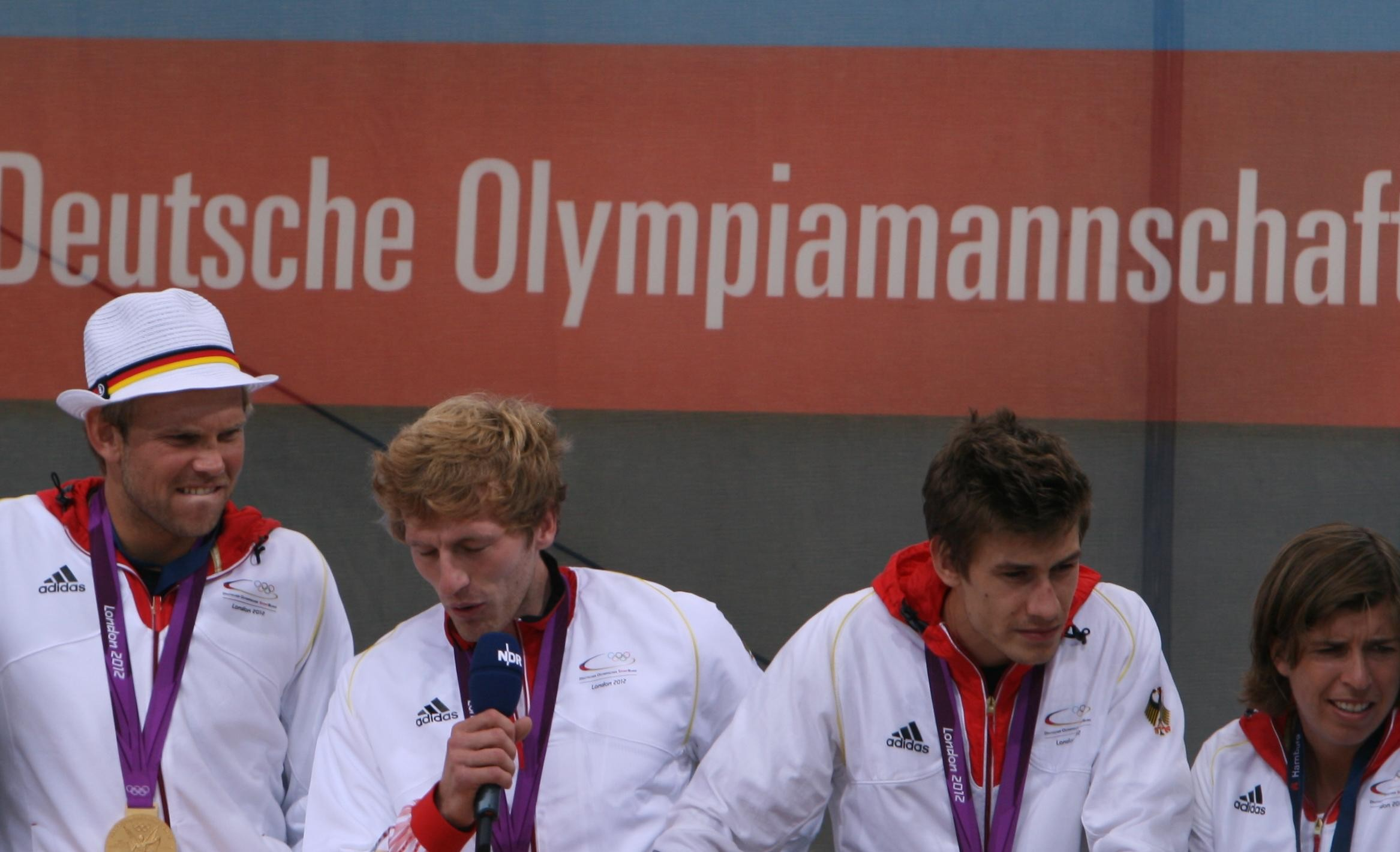
Florian Fuchs (2. v. re.) 2012

Fuchs begann seine Karriere in der Jugend des Uhlenhorster HC in Hamburg. 2008 und 2011 wurde er mit dem UHC deutscher Jugendmeister. Seit 2008 spielt er mit der Herren-Mannschaft in der Feldhockey-Bundesliga und wurde in seiner ersten Spielzeit Deutscher Vizemeister. Auch in der Euro Hockey League konnte er mit dem UHC Vizemeister werden.
Bereits 2006 und 2007 spielte Florian Fuchs für den U16-Kader der deutschen Nationalmannschaft. Sein erstes Jugendländerspiel bestritt er am 4. Juli 2006 gegen Frankreich. Mit der U21-Nationalmannschaft wurde Fuchs 2009 in Singapur Weltmeister. Am 28. November 2009 debütierte Fuchs in der A-Nationalmannschaft. Mit der Mannschaft belegte er den 2. Platz bei der Champions Trophy 2009 in Melbourne. In Neu-Delhi wurde Fuchs mit der deutschen Nationalmannschaft 2010 Vize-Weltmeister. Bei der Europameisterschaft 2011 in Mönchengladbach siegte er mit dem deutschen Team im Finale gegen die Niederlande. 2012 wurde Fuchs in London mit dem Nationalteam nach einem 2:1-Finalsieg gegen die Niederlande Olympiasieger. 2013 wurde er erneut Europameister in Boom. Bei der Champions Trophy 2014 in Bhubaneswar gewann er mit der Nationalmannschaft den Titel. Es folgte 2015 ein 2. Platz bei der Europameisterschaft in London. 2016 belegte er mit dem Nationalteam den 3. Platz bei der Champions Trophy in London. Im selben Jahr folgte die Bronzemedaille bei den olympischen Spielen in Rio de Janeiro. Bei den Olympischen Spielen in Tokio fünf Jahre später verlor er mit der deutschen Mannschaft das Spiel um den dritten Platz mit 4:5 gegen Indien.
Fuchs bestritt 239 Länderspiele, in denen er insgesamt 116 Tore erzielte. Zudem machte er 34 Jugendländerspiele und erzielte dabei 17 Tore.
Fuchs machte 2010 sein Abitur am Albert-Schweitzer-Gymnasium in Hamburg-Ohlsdorf.
Er spielt seit Herbst 2016 in den Niederlanden für den HC Bloemendaal, mit dem er zahlreiche Titel erringen konnte. So folgte 2021 sein vierter Titel bei der Euro Hockey League, nachdem er bereits 2009 und 2013 mit dem UHC Hamburg, sowie 2018 mit Bloemendaal gewinnen konnte.
2012 wurde er zum U23-Welthockeyspieler gewählt.